# Saison 2003 de Super 12
Navigation
Super 12 2002 Super 12 2004
La saison 2003 de Super 12 est la huitième édition de la compétition. Elle est disputée par douze franchises d'Australie, d'Afrique du Sud et de Nouvelle-Zélande. La compétition débute le 21 février 2003 et se termine le 24 mai 2003 par une finale à Auckland. Elle est remportée par les Blues contre les Crusaders sur le score de 21 à 17.

## Équipes participantes
La compétition oppose les douze franchises issues des trois grandes nations du rugby à XV de l'hémisphère sud :
| Franchises sud africaines - Bulls basée à Pretoria - Cats basée à Johannesbourg - Sharks basée à Durban - Stormers basée à Le Cap | Franchises australiennes - Brumbies basée à Canberra - Waratahs basée à Sydney - Reds basée à Brisbane | Franchises néo-zélandaise - Blues basée à Auckland - Chiefs basée à Hamilton - Crusaders basée à Christchurch - Highlanders basée à Dunedin - Hurricanes basée à Wellington |

## Classement de la saison régulière
| Rang | Club            | J  | V  | N | D | Bo | Bd | Pm  | Pe  | Diff | Pts |
| ---- | --------------- | -- | -- | - | - | -- | -- | --- | --- | ---- | --- |
| 1    | Blues           | 11 | 10 | 0 | 1 | 9  | 0  | 393 | 185 | +208 | 49  |
| 2    | Crusaders (T)   | 11 | 8  | 0 | 3 | 6  | 2  | 358 | 263 | +95  | 40  |
| 3    | Hurricanes      | 11 | 7  | 0 | 4 | 7  | 0  | 324 | 284 | +40  | 35  |
| 4    | Brumbies        | 11 | 6  | 0 | 5 | 5  | 2  | 358 | 313 | +45  | 31  |
| 5    | Waratahs        | 11 | 6  | 0 | 5 | 7  | 0  | 320 | 344 | -24  | 31  |
| 6    | Bulls           | 11 | 6  | 0 | 5 | 4  | 2  | 320 | 354 | -34  | 30  |
| 7    | Highlanders     | 11 | 6  | 0 | 5 | 2  | 3  | 287 | 246 | +41  | 29  |
| 8    | Queensland Reds | 11 | 5  | 0 | 6 | 4  | 2  | 281 | 318 | -37  | 26  |
| 9    | Stormers        | 11 | 5  | 0 | 6 | 3  | 0  | 255 | 354 | -99  | 23  |
| 10   | Chiefs          | 11 | 2  | 0 | 9 | 5  | 5  | 288 | 319 | -31  | 18  |
| 11   | Sharks          | 11 | 3  | 0 | 8 | 3  | 2  | 241 | 306 | -65  | 17  |
| 12   | Cats            | 11 | 2  | 0 | 9 | 2  | 3  | 259 | 398 | -139 | 13  |

|  | Qualifiés pour la phase finale (no 1, no 2, no 3, no 4). |
|  | T : Tenant du titre 2001                                 |

Attribution des points : victoire : 4, match nul : 2, défaite : 0 ; plus les bonus (offensif : 4 essais marqués ; défensif : défaite par 7 points d'écart maximum).
Règles de classement : 1. différence de points ; 2. résultat du match entre les deux franchises ; 3. le nombre d'essais marqués.

## Résultats
| Clubs           | BLU   | BUL   | BRU   | CAT   | CHI   | CRU   | HIG   | HUR   | QUE   | SHA   | STO   | WAR   |
| --------------- | ----- | ----- | ----- | ----- | ----- | ----- | ----- | ----- | ----- | ----- | ----- | ----- |
| Blues           |       |       | 41-15 | 33-9  |       | 39-5  |       | 29-17 | 62-20 | 25-16 |       |       |
| Bulls           | 28-56 |       |       |       | 29-26 | 32-31 |       |       | 39-19 |       | 24-27 |       |
| Brumbies        |       | 64-26 |       |       | 55-31 | 21-28 |       |       |       |       | 37-22 | 41-15 |
| Cats            |       | 26-34 | 34-32 |       |       |       | 33-21 | 21-28 |       | 23-29 |       | 36-48 |
| Chiefs          | 27-30 |       |       | 40-9  |       |       | 16-29 |       | 43-27 | 25-31 |       |       |
| Crusaders       |       |       |       | 65-34 | 36-29 |       |       | 37-21 | 34-6  | 23-18 |       |       |
| Highlanders     | 22-11 | 29-22 | 45-19 |       |       | 16-17 |       |       |       |       | 41-17 | 23-27 |
| Hurricanes      |       | 34-46 | 27-35 |       | 24-14 |       | 37-15 |       |       |       | 33-18 | 42-26 |
| Queensland Reds |       |       | 19-22 | 41-13 |       |       | 28-23 | 23-26 |       | 22-13 |       |       |
| Sharks          |       | 16-24 | 25-17 |       |       |       | 19-23 | 20-35 |       |       |       | 36-49 |
| Stormers        | 8-36  |       |       | 27-21 | 24-23 | 13-51 |       |       | 20-41 | 40-18 |       |       |
| Waratahs        | 18-31 | 26-16 |       |       | 25-14 | 34-31 |       |       | 23-35 |       | 29-39 |       |

|  | Victoire à domicile |  | Match nul |  | Défaite à domicile |

## Phase finale
|  | Demi-finales                                  | Demi-finales                            |       |    | Finale                                  | Finale                                  |
|  | Demi-finales                                  | Demi-finales                            |       |    | Finale                                  | Finale                                  |
|  |                                               |                                         |       |    |                                         |                                         |
|  | le 17 mai 2003 à l'Eden Park (Auckland)       | le 17 mai 2003 à l'Eden Park (Auckland) |       |    | le 24 mai 2003 à l'Eden Park (Auckland) | le 24 mai 2003 à l'Eden Park (Auckland) |
|  | le 17 mai 2003 à l'Eden Park (Auckland)       | le 17 mai 2003 à l'Eden Park (Auckland) |       |    | le 24 mai 2003 à l'Eden Park (Auckland) | le 24 mai 2003 à l'Eden Park (Auckland) |
|  | Blues                                         | 42                                      |       |    | le 24 mai 2003 à l'Eden Park (Auckland) | le 24 mai 2003 à l'Eden Park (Auckland) |
|  | Blues                                         | 42                                      |       |    | le 24 mai 2003 à l'Eden Park (Auckland) | le 24 mai 2003 à l'Eden Park (Auckland) |
|  | Brumbies                                      | 21                                      |       |    | le 24 mai 2003 à l'Eden Park (Auckland) | le 24 mai 2003 à l'Eden Park (Auckland) |
|  | Brumbies                                      | 21                                      | Blues | 21 |                                         |                                         |
|  | le 16 mai 2003 au Jade Stadium (Christchurch) |                                         | Blues | 21 |                                         |                                         |
|  |                                               | Crusaders                               | 17    |    |                                         |                                         |
|  | Crusaders                                     | Crusaders                               | 17    | 39 |                                         |                                         |
|  | Crusaders                                     |                                         |       | 39 |                                         |                                         |
|  | Hurricanes                                    | 16                                      |       |    |                                         |                                         |
|  | Hurricanes                                    | 16                                      |       |    |                                         |                                         |

### Demi-finales
| 16 mai 2003 19h35 | Crusaders | 39 – 16 | Hurricanes | Jade Stadium, Christchurch 33,500 spectateurs |
| 16 mai 2003 19h35 |           |         |            | Jade Stadium, Christchurch 33,500 spectateurs |
| 16 mai 2003 19h35 |           |         |            | Jade Stadium, Christchurch 33,500 spectateurs |

| 17 mai 2003 19h35 | Blues | 42 – 21 | Brumbies | Eden Park, Auckland 42,000 spectateurs |
| 17 mai 2003 19h35 |       |         |          | Eden Park, Auckland 42,000 spectateurs |
| 17 mai 2003 19h35 |       |         |          | Eden Park, Auckland 42,000 spectateurs |

### Finale
(mt : 6 - 10)
Points marqués
- Blues :  2 essais de Howlett (44e) et Braid (67e), 1 transformations de Spencer, 3 pénalités de Spencer.
- Crusaders : 3 essais de Hamett (19e, 40e) et Ralph (77e), 1 transformations de Mehrtens.

Évolution du score : 0-5, 3-5, 6-5, 6-10; 11-10, 14-10, 19-10, 21-10, 21-15, 21-17.
Arbitre :  André Watson
Résumé
| Blues Titulaires Doug Howlett 15 Rico Gear 14 Mils Muliaina 13 Sam Tuitupou 12 Joe Rokocoko 11 Carlos Spencer 10 David Gibson 9 (cap.) Xavier Rush 8 Daniel Braid 7 Justin Collins 6 Ali Williams 5 Angus MacDonald 4 Kees Meeuws 3 Keven Mealamu 2 Deacon Manu 1 Remplaçants Derren Witcombe 16 Tony Woodcock 17 Brad Mika 18 Mose Tuiali'i 19 Craig McGrath 20 Orene Ai'i 21 Lee Stensness 22 Entraîneur Peter Sloane |  |  |  | Crusaders Titulaires 15 Leon MacDonald 14 Marika Vunibaka 13 Caleb Ralph 12 Dan Carter 11 Joe Maddock 10 Aaron Mauger 9 Justin Marshall 8 Scott Robertson 7 Richie McCaw 6 Reuben Thorne (cap.) 5 Chris Jack 4 Brad Thorn 3 Greg Somerville 2 Mark Hammett 1 David Hewett Remplaçants 16 Slade McFarland 17 Greg Feek 18 Sam Broomhall 19 Johnny Leo'o 20 Ben Hurst 21 Andrew Mehrtens 22 Scott Hamilton Entraîneur Robbie Deans |